# 本遠寺 (名古屋市)
本遠寺（ほんのんじ）は、愛知県名古屋市熱田区白鳥にある日蓮宗の寺院。別名、熱田法華堂。山号は、妙光山。旧本山は大本山本圀寺（六条門流）、生師法縁。

## 歴史
1253年（建長5年）是生房蓮長（後の日蓮）は比叡山遊学の帰り、伊勢神宮にて立教改宗を祈願したのち、熱田神宮に参拝し境内の法華堂で法華経を読誦した。その後孫弟子に相当する朗門の九鳳（九老僧）のひとり日澄が熱田神宮に参拝した折法華堂へ入堂、信者の竹田孫右エ門の寄進により、現在地にこの法華堂を移し創建した。1945年（昭和20年）の名古屋大空襲で旧国宝の楼門を含む伽藍を焼失。1964年（昭和39年）に法華堂を再建したのを皮切りに1980年（昭和55年）に現在の本堂を建立、1996年（平成8年）には書院を再建した。

## 名古屋大空襲で焼失した文化財
- 法華堂 - 昭和39年（1964年）再建。[1]
- 楼門 - 桃山時代建立、旧国宝（文化財保護法における重要文化財に相当）[2]。
- 書院 - 清洲城から移築。

## 旧末寺
日蓮宗は昭和16年に本末を解体したため、現在では、旧本山、旧末寺と呼びならわしている。
- 玄収山日行寺（名古屋市熱田区白鳥）塔頭
- 日光山最経寺（名古屋市瑞穂区井戸田町）
- 法龍山大乗寺（愛知県西春日井郡豊山町大字豊場字中之町）
- 具徳山妙蔵寺（小牧市大字南外山）
- 誦経山妙楽寺（小牧市大字南外山）
- 法栄山妙林寺（小牧市中央）
- 本行山妙遠寺（小牧市小針）
- 久王山實相寺（小牧市大字西之島字中屋敷）
- 長要山長遠寺（岩倉市八劔町）
  - 長遠寺末：勝妙山光昭寺（岩倉市中本町中北裏）
  - 長遠寺末：天鼓山昭蓮寺（江南市木賀本郷町西）

## 参考資料
- 『日蓮宗寺院大鑑: 宗祖第七百遠忌記念出版』大本山池上本門寺、1981年。
- 文化庁『戦災等による焼失文化財: 20世紀の文化財過去帳』戎光祥出版、2003年10月20日。ISBN 978-4900901346。
- 『尾張名所図会』 第四巻　法華堂本遠寺、1844年